# Goerodes kumanskii
Goerodes kumanskii är en nattsländeart som beskrevs av Malicky 1982. Goerodes kumanskii ingår i släktet Goerodes och familjen kantrörsnattsländor. Inga underarter finns listade i Catalogue of Life.